# Бени Хил
Алфред Хоутърн Хил (на английски: Alfred Hawthorn Hill), известен като Бени Хил (Benny Hill) е английски комедиен актьор, сценарист и певец, придобил популярност с телевизионната поредица „Шоуто на Бени Хил“. Носител е на награда на БАФТА и номиниран за две награди „Еми“. Хил използва името „Бени“ заради кумира си, американския комик Джак Бени.

## Личен живот
Бени Хил е роден на 21 януари 1924 г. в Саутхемптън. Частният живот на Бени Хил е бил мистерия за тези около него, имал е малко приятели, но колегите му казват, че никога не е бил самотен, а доволен от собствената си компания. Никога не е бил женен, макар че е предлагал брак на три жени. Никога не е притежавал собствена къща или кола. Предпочитал е да живее под наем, живял е 26 години в голям апартамент на Куинсгейт, близо до българското посолство в Лондон. После се мести в по-малък апартамент в Тедингтън, близо до Темс Телевижън, където се снима шоуто му и където умира на 20 април 1992 г. от коронарна тромбоза.
Погребан е в гробището „Холибрук Семетери“, намиращо се в Саутхамптън.